# Hamzabeyli, Lalapaşa
Hamzabeyli là một xã thuộc huyện Lalapaşa, tỉnh Edirne, Thổ Nhĩ Kỳ. Dân số thời điểm năm 2011 là 239 người.